# Fritz Diez

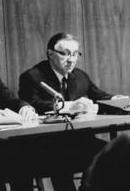
Fritz Diez in der Berliner Stadtbibliothek, 27. Oktober 1966

Fritz Diez (* 27. Februar 1901 in Meiningen; † 19. Oktober 1979 in Weimar) war ein deutscher Schauspieler, Theaterintendant und Regisseur. Er stellte in mehreren Spielfilmen Adolf Hitler dar.

## Leben
Fritz Diez verließ nach der achten Klasse die Volksschule und wollte Ingenieur werden. Zunächst machte er im Gaswerk eine Elektromonteur-Lehre, danach arbeitete er als Elektriker, Hausinstallateur und Schmied. Den Theaterliebhaber drängte es nach mehr als nur dem Zuschauen, so schlich er sich einmal in selbstgemachter Kostümierung in die Statisterie ein. Über einige „offizielle“ Statistenrollen rutschte er 1919 ins erträumte Metier. Um darin Fuß zu fassen, nahm er in Meiningen Schauspielunterricht an der Hochschule für Schauspielkunst und debütierte auch dort 1920 noch als Schauspielschüler und 1922 schließlich als Ensemblemitglied auf der Bühne. In den folgenden 13 Jahren spielte er an Bühnen in Eisenach, Hanau, Flensburg, Bremerhaven, Würzburg, Baden-Baden und Eger. Die Beobachtung einer Prügelattacke zweier Reichswehrsoldaten gegen einen Wehrlosen ließ ihn 1924 in Eisenach erstmals über die politischen Verhältnisse nachdenken. 1928 sympathisierte er mit der KPD, 1932 trat er in die Partei ein. Am 6. März 1933 wurde ihm dies zum Verhängnis, denn aufgrund der neuen Machtverhältnisse im Land verlor er von einem Tag auf den anderen seine Anstellung. In der Folgezeit erlebte er ein Spießrutenlaufen mit Denunziationen, Verhaftungen und Verhören. 1935 emigrierte er in die Schweiz, wo er am Theater in St. Gallen spielte und sich politisch betätigte, was eigentlich – unter Androhung der Ausweisung – untersagt war.
1946 kehrte er nach Meiningen zurück, wo er sich für die Konstitution des Kulturbundes der DDR engagierte, Posten in ihm übernahm sowie als Schauspieler, Regisseur und Oberspielleiter, von 1947 bis 1954 auch als Intendant, am Meininger Theater tätig war. Hier leistete er eine beachtliche Aufbauarbeit, die im Zusammentrommeln von Arbeitskräften nebst Zusammenkratzen von Geldmitteln für eine Drehbühne gipfelte. Anschließend wurde er als Generalintendant an das Landestheater nach Halle berufen. Dem weiterhin hohen Arbeitspensum musste seine Gesundheit Tribut zollen und folglich er selbst diese Funktion aufgeben. Seit 1958 war er Schauspieler und Regisseur in Dresden, am Deutschen Theater Berlin und an der Volksbühne Berlin. Zusätzlich gab er viele Gastspiele an anderen Theatern.

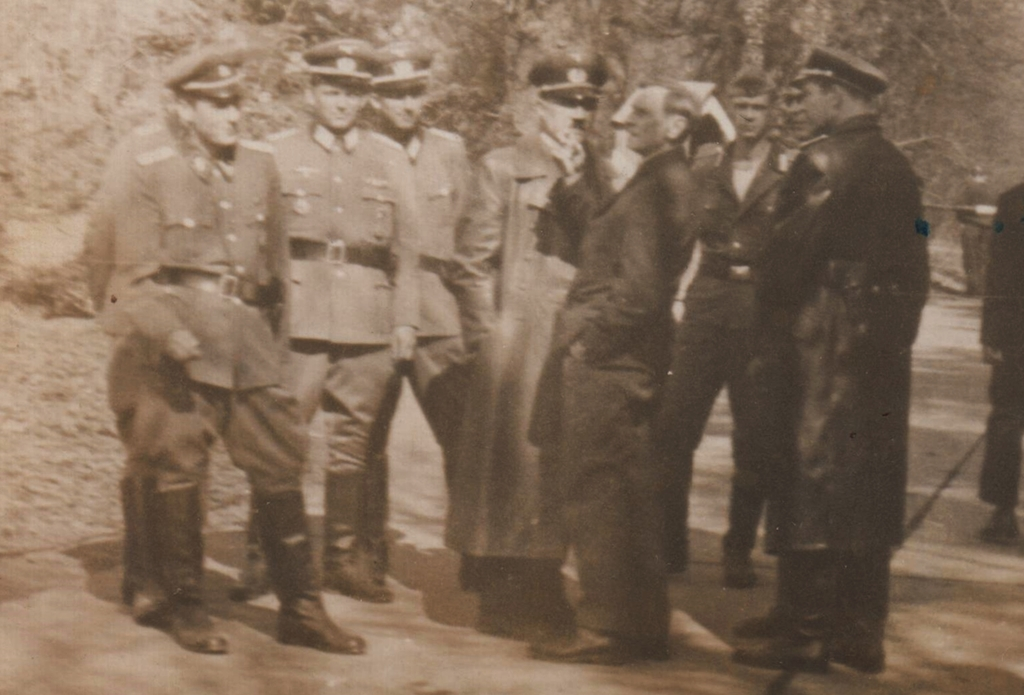
Fritz Diez als Adolf Hitler auf dem Filmset des Films Befreiung (1969) im Jahr 1968.

1952 debütierte er bei der DEFA mit einer Hauptrolle im Film Schatten über den Inseln. Er wirkte vor allem in Propagandafilmen für Kino und Fernsehen mit und etablierte sich schnell als herausragender Charakterdarsteller. International bekannt wurde er in seiner Paraderolle: In mehreren Filmen der DEFA, aber auch in ausländischen- und Fernsehproduktionen, insgesamt etwa zehnmal, verkörperte Diez Adolf Hitler so einprägsam, dass sich nachfolgende Darsteller an dieser Leistung messen lassen müssen.
Verheiratet war er mit der Schauspielerin Martha Beschort-Diez, die er in Eisenach kennengelernt hatte. Beide verbrachten ihren Lebensabend im Weimarer Marie-Seebach-Stift, einem Altenheim für Bühnenkünstler. Doch das Heim bedeutete keineswegs Beschaulichkeit durch Berufsaufgabe; Fritz Diez stand weiterhin für Gastrollen, zuletzt als Butler in Dürrenmatts Der Besuch der alten Dame, und Gespräche mit allen, die ihn dazu einluden, zur Verfügung. Kurz vor seinem Tod wurde er am 7. Oktober 1979 zum Ehrenbürger der Stadt Meiningen ernannt.

## Filmografie (Auswahl)
- 1953: Jacke wie Hose
- 1955: Ernst Thälmann – Führer seiner Klasse (Regie: Kurt Maetzig)
- 1956: Thomas Müntzer – Ein Film deutscher Geschichte
- 1957: Betrogen bis zum jüngsten Tag
- 1959: SAS 181 antwortet nicht (Regie: Carl Balhaus)
- 1959: Ware für Katalonien (Regie: Richard Groschopp)
- 1959: Im Sonderauftrag
- 1959: Maibowle (Regie: Günter Reisch)
- 1959: Musterknaben (Regie: Johannes Knittel)
- 1960: Fünf Patronenhülsen (Regie: Frank Beyer)
- 1961: Da helfen keine Pillen (Sprecher)
- 1962: Die Nacht an der Autobahn (Fernsehfilm)
- 1963: Karbid und Sauerampfer (Regie: Frank Beyer)
- 1963: Blaulicht: Heißes Geld (Regie: Otto Holub)
- 1966: Flucht ins Schweigen (Regie: Siegfried Hartmann)
- 1966: Der Staatsanwalt hat das Wort: Bummel-Benno (Regie: Horst Zaeske)
- 1967: Die gefrorenen Blitze (Regie: János Veiczi)
- 1967: Blaulicht: Nachtstreife (TV-Reihe) (Regie: Manfred Mosblech)
- 1967: Rote Bergsteiger (Regie: Willi Urbanek) (TV-Serie)
- 1967: Als Hitler den Krieg überlebte (Já, spravedlnost; ČSSR; Regie: Zbyněk Brynych)
- 1970: Befreiung (Освобождение; UdSSR–DDR–Polen–Italien; Regie: Juri Oserow)
- 1972: Der Staatsanwalt hat das Wort: Vaterschaft anerkannt (TV-Reihe)
- 1973: Der Staatsanwalt hat das Wort: Verurteilt auf Bewährung (TV-Reihe)
- 1973: Siebzehn Augenblicke des Frühlings (Семнадцать мгновений весны; UdSSR–DDR; TV-Miniserie; Regie: Tatjana Liosnowa)
- 1974: Neues aus der Florentiner 73 (TV; Regie: Klaus Gendries)
- 1977: Gefährliche Fahndung (TV-Serie; Regie: Rainer Hausdorf)
- 1980: Glück im Hinterhaus (Regie: Herrmann Zschoche)

## Theater
- 1958: Heiner Müller/Inge Müller: Die Korrektur (Bremer) – Regie: Hans Dieter Mäde (Maxim-Gorki-Theater Berlin)
- 1962: Peter Hacks: Die Sorgen und die Macht (Parteisekretär) – Regie:Wolfgang Langhoff (Deutsches Theater Berlin)
- 1964: Manfred Bieler: Nachtwache (Rechenthin) – Regie: Hans-Joachim Martens (Volksbühne Berlin – Theater im III. Stock)
- 1966: Max Frisch: Andorra (Tischler) – Regie:Fritz Bornemann (Volksbühne Berlin)

## Auszeichnungen
- Vaterländischer Verdienstorden in Silber (1971)[1]
- Ehrenbürgerschaft der Stadt Meiningen (1979)